# Arboretum de La Roche-Guyon
El Arboreto de La Roche-Guyon (En francés: Arboretum de La Roche-Guyon también conocido como Arboretum de La Roche) es un arboreto de 12 hectáreas de extensión, localizado en la Comuna de La Roche-Guyon en Val-d'Oise. Se ubica en el interior del bosque regional de 309 hectáreas, situado al norte de La Roche-Guyon.
Fue creado por la Office national des forêts (ONF) y está administrado por la "Agence des Espaces Verts d'Île-de-France" (A.E.V.). Se encuentra abierto a diario. La entrada es libre para los visitantes que acuden de forma privada. Sin embargo, cualquier evento (escuela, cultural, deportivo, ...) está sujeto a la autorización previa de la AEV. La solicitud debe ser enviada con al menos un mes de antelación y ser objeto de un estudio.

## Historia
El arboreto fue creado en 1990 por el ONF.
En este arboreto se simboliza la geografía de la Île-de-France, alberga 1821 árboles que reflejan los existentes en las comunas de la región.
El arboreto está ahora (2014) y por tiempo indefinido cerrado al público por razones financieras.

## Colecciones
En la actualidad contiene una representación geográfica original de la región francesa de Île-de-France (Isla de Francia ).
Cada uno de los departamentos de la región está representado por un macizo de árboles característicos :
- Carpes por el departamento de Val-de-Marne
- Quercus petraea, cornejos, eucaliptos, zarza moras, acebo, espino cerval y tejos por el de Seine-et-Marne,
- Arces por el de Essonne,
- Fresnos, viburnos y sauces por el de Val-d'Oise,
- Hayas y serbales por el de Yvelines
- cerezos y groselleros por el de Seine-Saint-Denis,
- Plátanos de sombra, por el de París,
- Tilos y laureles por el de Hauts-de-Seine.

Los ríos están representados por tiras de césped.

Detalles
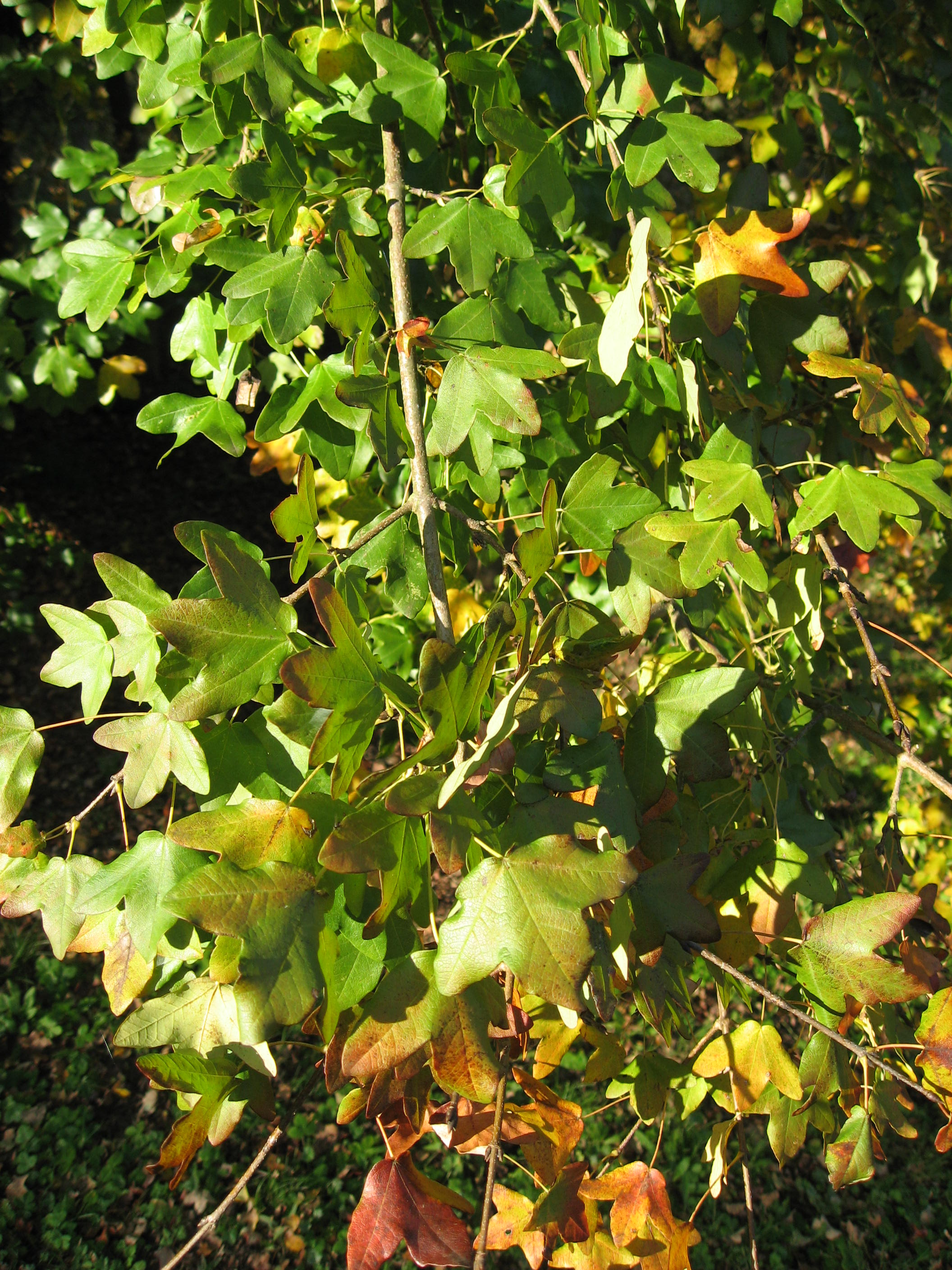
Acer monspessulanum.
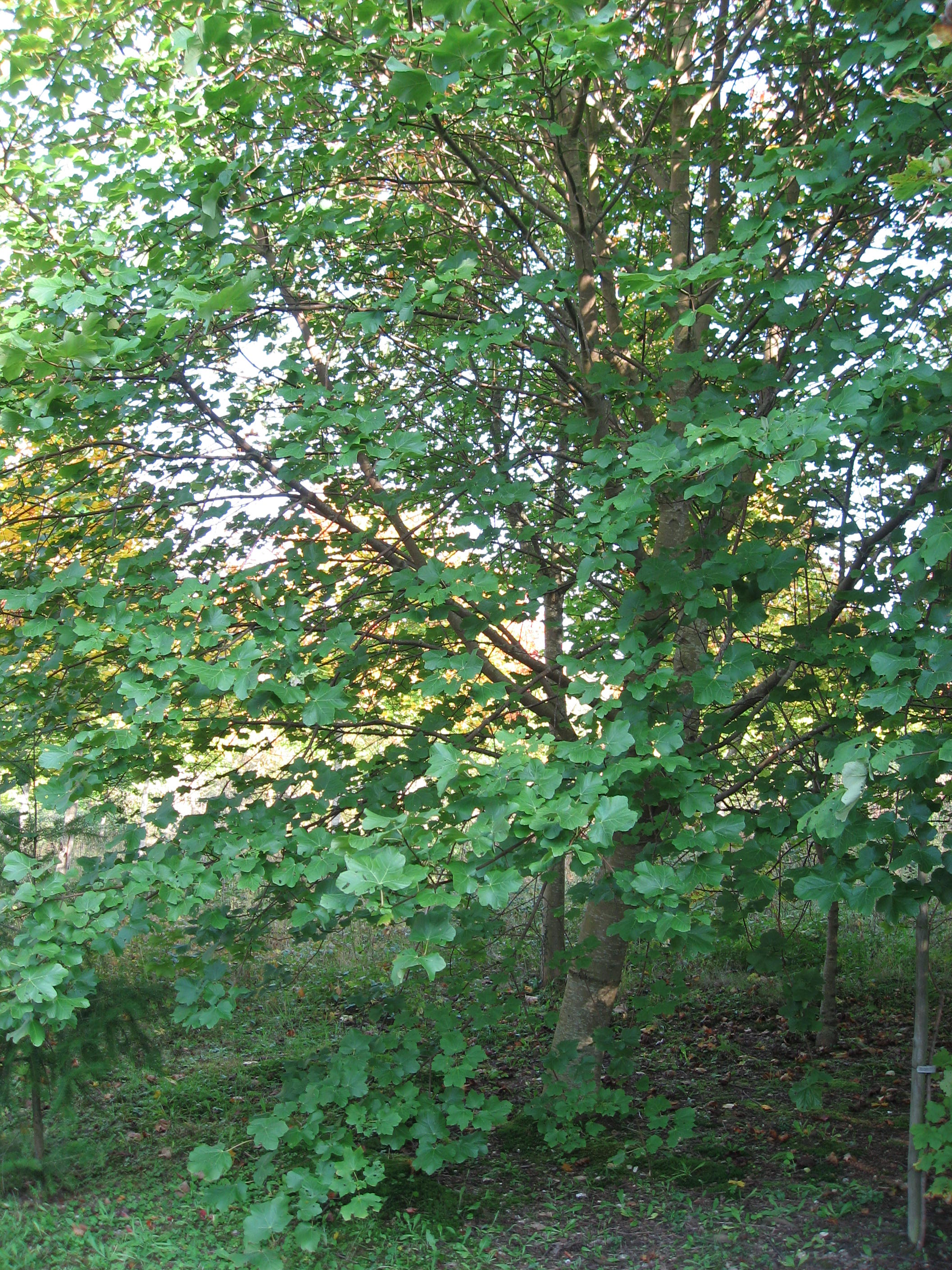
Acer opalus.
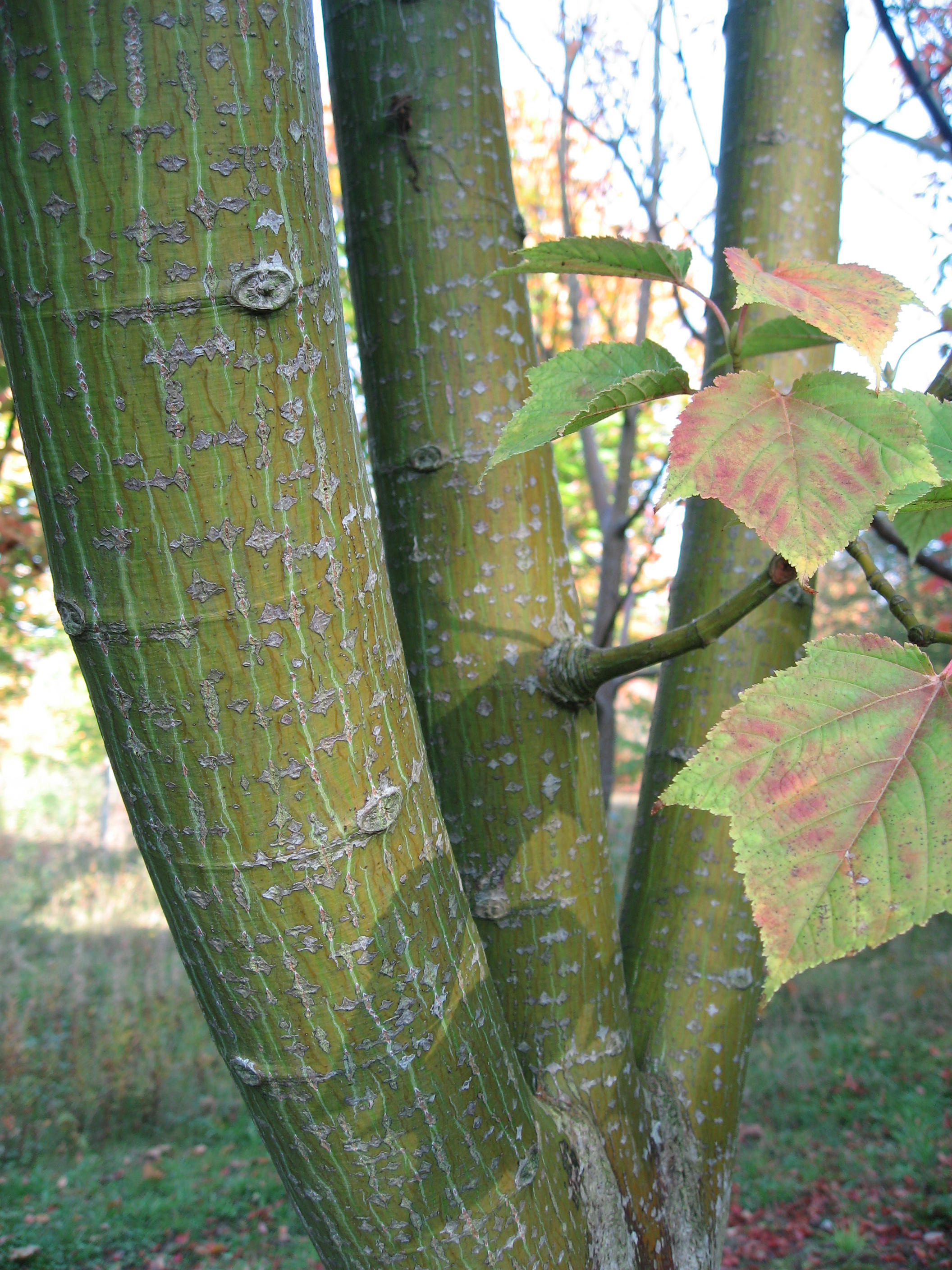
Acer rufinerve.
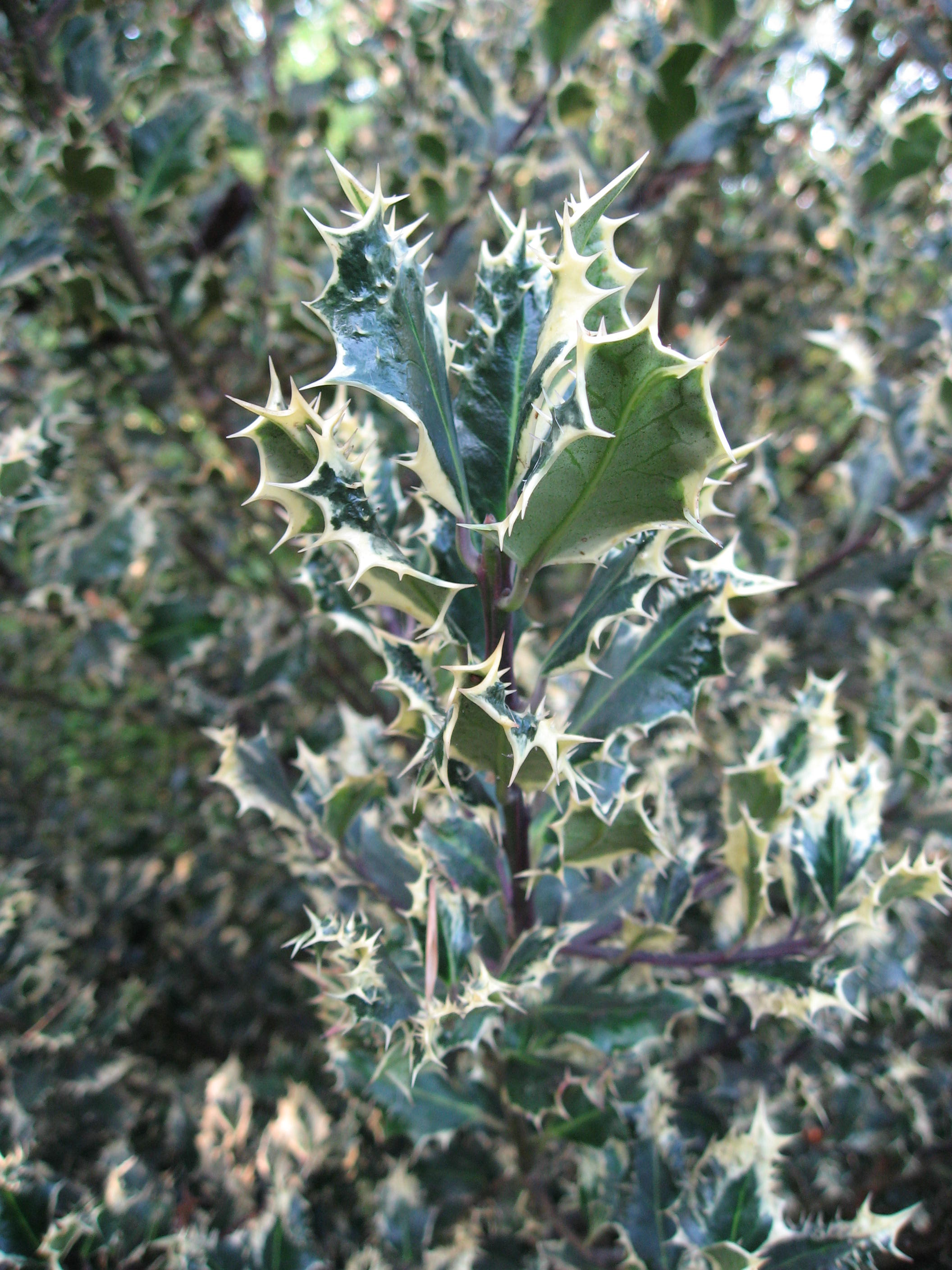
Ilex aquifolium 'Ferox'.
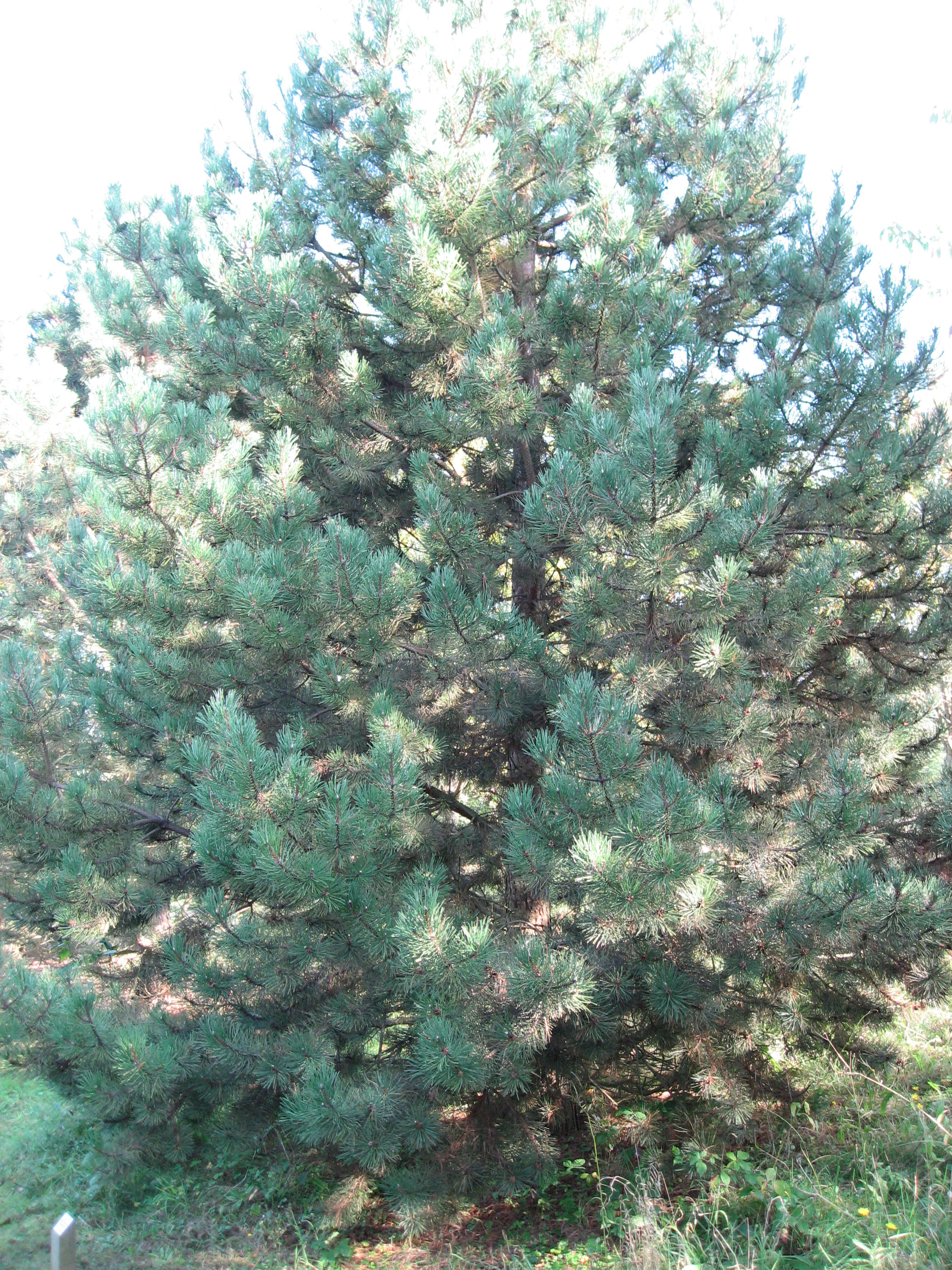
Pinus nigra.